# Kinney Abair
Kinney Abair (eigentlich Herman William Kindy, * 16. Oktober 1938 in Refugio, Refugio County; †  15. Februar 2003) war ein US-amerikanischer Musiker (Gitarre, Gesang) und Songwriter des Texas Blues, der im Raum Houston aktiv war.
Abair zog zu Beginn seiner Karriere aus seinem Heimatort Refugio nach Houston, wo er seitdem auftrat. Dabei trug er zumeist Eigenkompositionen oder bekannte Songs von Lightnin’ Hopkins vor, mit dem er befreundet war. In seinen Songs verarbeitete er auch Einflüsse von Motown, Jazz und Rhythm & Blues. Mit Ed Muth schrieb er das Theaterstück Third Ward Griot, das Lightnin’ Hopkins würdigte. Er wirkte auch bei Aufnahmen von Sonny Terry (Mr. Rockefeller) und Philippe LeJeune  (Live Blue Moon Houston, Black & Blue) mit; ferner trat er mit lokalen Jazzmusikern wie dem Trompeter Howard Harris auf.